# کیریگامی

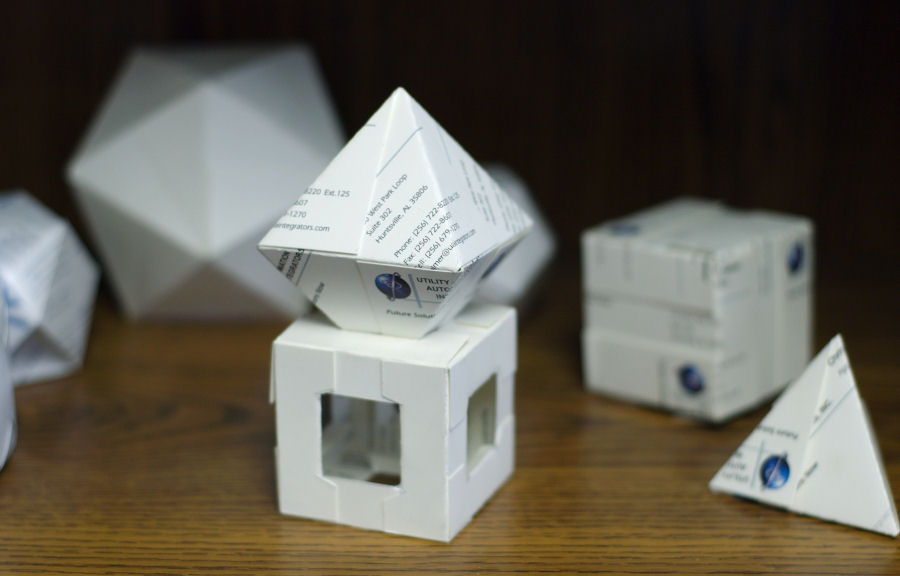
کیریگامی

کیریگامی (به ژاپنی: 紙切り) گونه‌ای از اوریگامی است. در این هنر که از ژاپن سرچشمه گرفته، خالق با بریدن کاغذ به ساختن اثر می‌پردازد.
کیری (kiri, 切り) از فعل (kiru, 切る) به معنی بریدن و　کامی (kami, 紙)　به معنای کاغذ است. کیریگامی‌ها به طور معمول دارای تقارن هستند.

## منبع
مشارکت‌کنندگان ویکی‌پدیا. «Kirigami». در دانشنامهٔ ویکی‌پدیای انگلیسی، بازبینی‌شده در ۱۳ سپتامبر ۲۰۱۰.